# 栄南町
栄南町（えいなんちょう）は、愛知県弥富市の地名。

## 地理
旧弥富町南西端部に位置する。東は加稲・富島・中原・稲荷崎・境町、西は三重県木曽岬町、南は境港、北は大藤に接する。

## 歴史
元々は鍋田川であり、廃川となった跡である。

### 沿革
- 1971年（昭和46年） - 海部郡弥富町間崎および稲荷崎の各一部、公有水面埋立地の編入により弥富町大字栄南として成立[2]。
- 2006年（平成18年）4月1日 - 市制施行に伴い、弥富町大字栄南が弥富市栄南町となる[WEB 5]。

### WEB
1. ↑  “愛知県弥富市の町丁・字一覧”.   人口統計ラボ. 2022年12月12日閲覧。
2. ↑  総務省統計局 (2017年1月27日). “平成27年国勢調査の調査結果(e-Stat) - 男女別人口及び世帯数 －町丁・字等” (CSV). 2021年7月21日閲覧。
3. ↑  “愛知県弥富市の郵便番号一覧”.   日本郵便. 2022年12月12日閲覧。
4. ↑  “市外局番の一覧” (PDF).   総務省 (2022年3月1日). 2022年3月22日閲覧。
5. ↑  弥富市役所 総務部 総務課 行政グループ (2015年2月19日). “弥富市住所一覧  旧弥富町” (pdf).   弥富市. 2015年4月13日時点のオリジナルよりアーカイブ。2022年12月28日閲覧。

### 書籍
1. 1 2 3  「角川日本地名大辞典」編纂委員会 1989, p. 1898.
2. ↑  「角川日本地名大辞典」編纂委員会 1989, p. 241.